# Diego Vela
Diego Vela Vázquez (A Coruña, 1991. november 27. –) spanyol labdarúgó, az Atlético Arteixo játékosa.

## Pályafutása

### Klubcsapatokban
Diego Vela a Galicia régióhoz tartozó A Coruña városában született. Tizenhat évesen került a Deportivo La Coruña akadémiájára. 2009-ben mutatkozott be a felnőttek között a tartalékcsapatban, a spanyol harmadosztályban. 2012 júliusában meghosszabbította a szerződését, majd ez időben az első csapat keretéhez is felkerült, de játéklehetőséghez nem jutott. 2013 júliusában játékjogát eladták a szintén harmadosztályú Racing Ferrolnak, akiknek a színeiben egy 1–1-es bajnokin mutatkozott be augusztus 25-én a CD Tropezón ellen. 2014 nyarán újabb két évre meghosszabbította a szerződését a csapattal.
20-16 júniusában Vela légiósnak állt és a magyar élvonalban szereplő Diósgyőri VTK játékosa lett. Július 23-án az Újpest elleni 2–1-es hazai győzelem alkalmával debütált új csapatában. Két szezon alatt hatvan bajnokin kilenc gólt szerzett a csapatban.
2019 decemberében próbajátékon vett részt a Bergantiños csapatánál, majd szerződtették. 2021 nyarán csatlakozott a Racing Villalbés csapatához. Ugyanebben az évben átigazolt az Atlético Arteixo csapatába.

## Statisztika
2018. május 27-én frissítve.
| Klub           | Szezon         | Bajnokság           | Bajnokság     | Bajnokság | Országos kupa | Országos kupa | Egyéb         | Egyéb | Összesen      | Összesen |
| Klub           | Szezon         | Bajnokság           | Pályára lépés | Gól       | Pályára lépés | Gól           | Pályára lépés | Gól   | Pályára lépés | Gól      |
| -------------- | -------------- | ------------------- | ------------- | --------- | ------------- | ------------- | ------------- | ----- | ------------- | -------- |
| Deportivo B    | 2009–10        | Tercera División    | 19            | 6         | —             | —             | —             | —     | 19            | 6        |
| Deportivo B    | 2010–11        | Segunda División B  | 22            | 1         | —             | —             | —             | —     | 22            | 1        |
| Deportivo B    | 2011–12        | Tercera División    | 32            | 8         | —             | —             | —             | —     | 32            | 8        |
| Deportivo B    | 2012–13        | Tercera División    | 33            | 4         | —             | —             | 2             | 0     | 35            | 4        |
| Deportivo B    | Összesen       | Összesen            | 106           | 19        | —             | —             | 2             | 0     | 108           | 19       |
| Racing Ferrol  | 2013–14        | Segunda División B  | 31            | 1         | 1             | 0             | 2             | 0     | 34            | 1        |
| Racing Ferrol  | 2014–15        | Segunda División B  | 32            | 1         | 1             | 0             | 4             | 0     | 37            | 1        |
| Racing Ferrol  | 2015–16        | Segunda División B  | 31            | 2         | 2             | 0             | 2             | 0     | 35            | 2        |
| Racing Ferrol  | Összesen       | Összesen            | 94            | 4         | 4             | 0             | 8             | 0     | 106           | 4        |
| Diósgyőri      | 2016–17        | Nemzeti Bajnokság I | 31            | 4         | 4             | 0             | —             | —     | 35            | 4        |
| Diósgyőri      | 2017–18        | Nemzeti Bajnokság I | 29            | 5         | 5             | 1             | —             | —     | 34            | 6        |
| Diósgyőri      | Összesen       | Összesen            | 60            | 9         | 9             | 1             | —             | —     | 69            | 10       |
| Karrier összes | Karrier összes | Karrier összes      | 260           | 32        | 13            | 1             | 10            | 0     | 283           | 33       |